# Futebol na Noruega
O futebol é o segundo esporte mais praticado na Noruega. É regido pela Associação Norueguesa de Futebol, que foi fundada em 1902. Existem atualmente 1.822 clubes registrados na associação e aproximadamente 25.000 times, com 352.160 jogadores, sendo que pouco mais de 98.000 são mulheres ou garotas. A divisão mais alta do esporte no país é a Tippeligaen, que leva este nome devido ao patrocínio ofereceido pela empresa estatal do país, a Norsk Tipping.

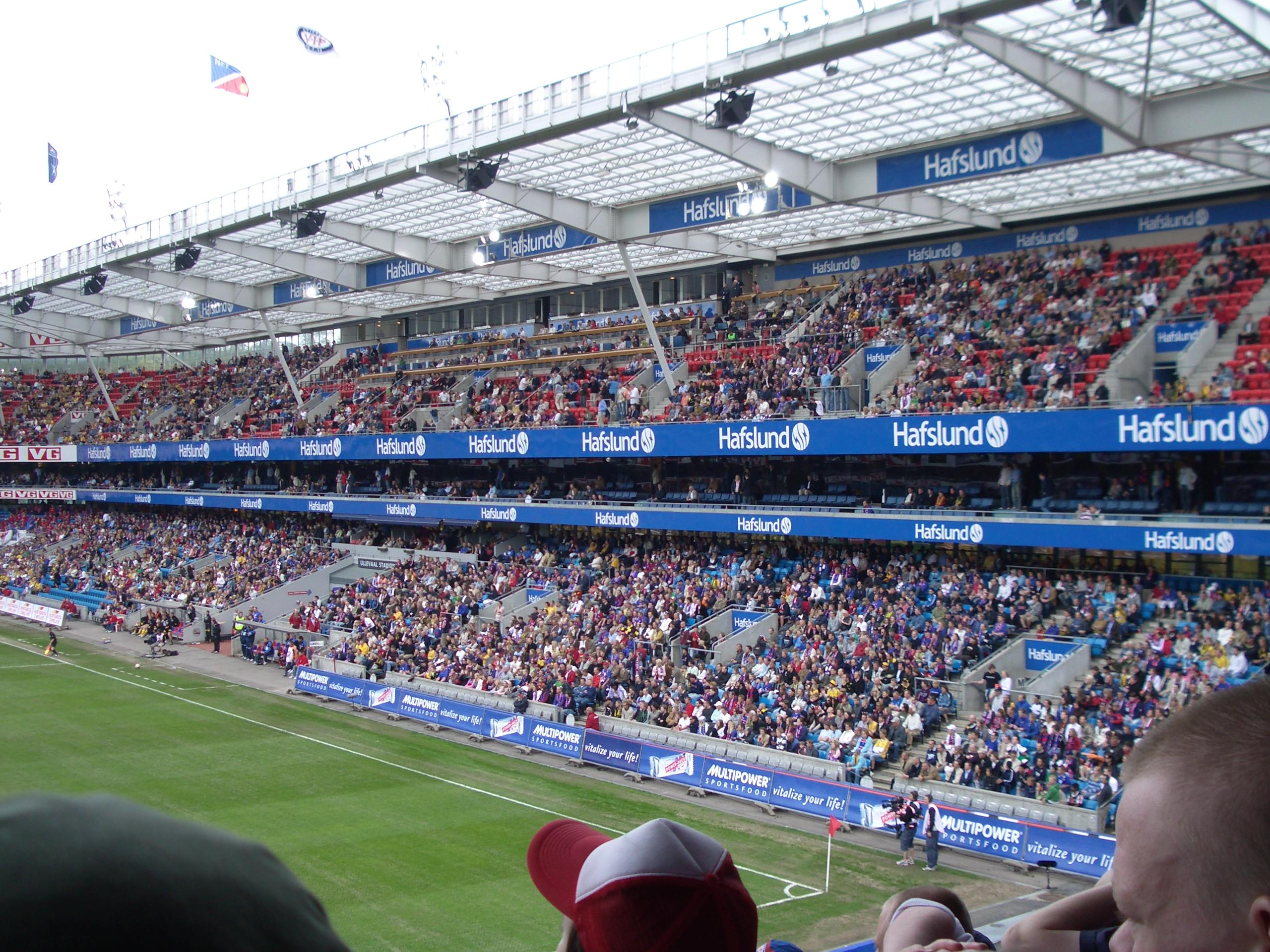
Interior do Ullevaal Stadion, em Oslo.

## Liga
O campeonato é organizado em um sistema de 1-1-4-24. A Tippeligaen é a divisão mais alta, seguida pela Adeccoligaen, seguida por quatro grupos da Divisão 2 e 24 da Divisão 3. Da Tippeligaen participam 16 equipes, da Adeccoligaen participam 16, de cada grupo da Divisão 2 participam 14 e de cada grupo da Divisão 3 participam 12.
O terceiro pior colocado da Tippeligaen disputa uma série de repescagem com o terceiro melhor da Adeccoligaen, enquanto os dois piores da primeira são automaticamente despromovidos e os dois melhores da segunda são promovidos.
Em 2009, o campeonato passou por uma expansão no número de clubes, de 14
para 16 equipes, que jogam todos contra todos em turno e returno. A 
equipe que somar mais pontos ao final das 30 rodadas sagra-se campeã. O campeão classifica-se à segunda fase do torneio eliminatório para a Liga dos Campeões da UEFA, enquanto segundo e terceiro colocado, além do Campeão da Copa da Noruega se classificam a segunda pré-eliminatória da Liga Conferência Europa da UEFA. O campeonato não tem direito a uma vaga na Liga Europa da UEFA
Atualmente a Tippeligaen é composta pelos seguintes clubes:
| Clube                              | Estadio                    | Capacidade | Titulos (Tippeligaen) |
| ---------------------------------- | -------------------------- | ---------- | --------------------- |
| Aalesund Fotballklubb              | Color Line Stardion        | 10.778     | -                     |
| FK Bodo/Glimt                      | Aspmyra Stadion            | 7.354      | 2                     |
| Fotballklubben Haugesund           | Haugesund Stadion          | 8.800      | -                     |
| Lilleström Sportsklubb             | Åråsen Stadion             | 12.250     | 5                     |
| Mjøndalen IF                       | Isachsen Stadion           | 4.350      | -                     |
| Molde Fotballklubb                 | Aker Stadion               | 11.167     | 4                     |
| Odd Grenland                       | Skagerak Arena             | 13.500     | -                     |
| Rosenborg Ballklub                 | Lerkendal Stadion          | 21.166     | 26                    |
| Sandfjord Fotball                  | Storstadion                | 7.000      | -                     |
| Sarpsborg 08 FF                    | Sarpsborg Stadion          | 4.700      | -                     |
| Stabaek Fotball                    | Telenor Arena              | 15.000     | 1                     |
| Idrettsklubben Start               | Sør Arena                  | 14.300     | -                     |
| Strømsgodset IF                    | Marienlyst Stadion Drammen | 8.500      | -                     |
| Tromsø Idrettslag                  | Alfheim Stadion            | 7.500      | -                     |
| Viking Fotballklubb                | Viking Stadion             | 16.000     | 8                     |
| Vålerenga Idresttsforening Forball | Ullevaal Stadion           | 26.000     | 5                     |

Clubes que já participaram:
| Clube                    | Estadio                 | Capadidade | Titulos (Tippeligaen) |
| ------------------------ | ----------------------- | ---------- | --------------------- |
| Sportsklubben Brann      | Brann Stadion           | 18.500     | 3                     |
| Bryne Fotballklubb       | Bryne Stadion           | 10.000     | -                     |
| Fredrikstad Fotballklubb | Nye Fredrikstad Stadion | 13.300     | 9                     |
| Ham-Kam                  | Brikesby Gressbane      | 8.086      | -                     |
| Idresttslaget Hødd       | Høddvoll Stadion        | 3.120      | -                     |
| Hønefoss BK              | Aka Arena               | 4.256      | -                     |
| FC Lyn Oslo              | Ullevaal Stadion        | 25.752     | 2                     |
| Moss Fotballklubb        | Melløs Stadion          | 3.085      | -                     |
| Sandness Ulf             | Sandness Idrettspark    | 3.850      | -                     |
| Skeid Fotball            | Bislett Stadion         | 15.400     | -                     |
| Sogndall Fortball        | Fosshaugane Campus      | 5.523      | -                     |
| Strømmen IF              | Strømmen Stadion        | 1.800      | -                     |

## Seleção
A Seleção Nacional da Noruega tem pouca tradição no cenário internacional, incluindo-se o desempenho em competições européias e mundiais. Na Copa do Mundo, chegou em três oportunidade à fase de grupos, sendo a última e melhor participação em 1998, quando chegou a fase de oitavas de final, tendo sido eliminada pela Itália. Na primeira fase, venceu a então atual campeã mundial e que viria a ser vice-campeã, a seleção brasileira, pelo placar de 2-1.
No campeonato europeu, a equipe alcançou apenas uma classificação para o torneio, esta que foi em 2000, quando disputou a primeira fase e foi eliminada.
Na década de 1990, a seleção teve alguns de seus resultados mais expressivos, já que classificou-se a duas Copas do Mundo (em 1994 e em 1998) e participou de seu único torneio europeu de seleções.
Os Noruegueses também são conhecidos por nunca terem perdido um jogo para o Brasil, com um retrospecto de dois empates e duas vitórias para os escandinavos.